# Connie Jo Sechrist
Connie Jo „CJ“ Sechrist (* in San José, Kalifornien) ist eine US-amerikanische Schauspielerin und Filmproduzentin.

## Leben
Sechrist wurde in San José geboren, wo sie auch aufwuchs. Sie ist skandinavischer, spanischer und griechischer Herkunft. Von 2003 bis 2007 machte sie ihren Associate Degree am De Anza College in den Fächern Grafikdesign und Bildung in den freien Künsten. Ab 2005 wirkte sie als Schauspielerin in Kurzfilmen mit. Von 2012 bis 2013 wirkte sie in drei Episoden der Fernsehserie Aethereal in der Rolle der Catrina mit. Im selben Zeitraum spielte sie verschiedene Charaktere in der Fernsehserie General Hospital. 2020 übernahm sie in dem Low-Budget-Film Monster Hunters – Die Alienjäger die weibliche Hauptrolle der Stella Fairchild. Seit Mitte der 2010er Jahre tritt sie außerdem als Produzentin für Kurzfilme in Erscheinung.

## Filmografie (Auswahl)

### Schauspiel
- 2005: Choices (Kurzfilm)
- 2007: Life (Kurzfilm)
- 2009: Whiskey Slide (Kurzfilm)
- 2010: Cutting Seams (Kurzfilm)
- 2010: Absolution (Kurzfilm)
- 2011: The Black Hearts (Kurzfilm)
- 2011: Bandito (Kurzfilm)
- 2012: Theater Class (Fernsehserie, Episode 2x09)
- 2012: The Dry Blade
- 2012: Cognition
- 2012: God Hates Zombies! (Kurzfilm)
- 2012–2013: Aethereal (Fernsehserie, 3 Episoden)
- 2012–2013: General Hospital (Fernsehserie, 4 Episoden, verschiedene Rollen)
- 2013: I Die Alone
- 2014: The Confessional (Kurzfilm)
- 2014: Anonymous (Kurzfilm)
- 2015: The Astronaut (Kurzfilm)
- 2015: Final Fantasy VII: The Series (Kurzfilm)
- 2015: Are You Sleeping? (Kurzfilm)
- 2015: A Date with Death (Kurzfilm)
- 2015: ARCiTEX (Fernsehserie)
- 2015: Family Party
- 2016: Forgotten Tales
- 2016: Playing the Game (Kurzfilm)
- 2016: Wives with Knives (Fernsehserie, Episode 5x05)
- 2016: The Painful Side of the Pillow (Kurzfilm)
- 2017: Neighbor (Kurzfilm)
- 2017: Aunt Betty
- 2017: Real Artists (Kurzfilm)
- 2017: Scary Tales and Nursery Crimes: Chapter 1 (Kurzfilm)
- 2017: Doll Murder Spree
- 2018: When the Seasons Change (Kurzfilm)
- 2018: Celia (Kurzfilm)
- 2019: Me Too – A Wonder Woman Tribute (Kurzfilm)
- 2019: The Pining (Kurzfilm)
- 2019: Ingenue (Kurzfilm)
- 2019: InSight (Kurzfilm)
- 2019: Motherlode (Fernsehfilm)
- 2020: Me Too Nice (Kurzfilm)
- 2020: Monster Hunters – Die Alienjäger (Monster Hunters)
- 2020: Life on Mars (Kurzfilm)
- 2021: Everyone Is Doing Great (Fernsehserie, Episode 1x07)
- 2021: It’s What’s On the Inside
- 2023: I’s
- 2024: Echoes in the Dark (Kurzfilm)

### Produktion
- 2012: God Hates Zombies! (Kurzfilm)
- 2014: Anonymous (Kurzfilm)
- 2015: The Astronaut (Kurzfilm)
- 2015: A Date with Death (Kurzfilm)
- 2016: Dreams We Share (Kurzfilm)
- 2016: The Painful Side of the Pillow (Kurzfilm)
- 2018: Kings: The Short Film (Kurzfilm)
- 2018: Celia (Kurzfilm)
- 2019: Ingenue (Kurzfilm)
- 2020: Single (Kurzfilm)
- 2021: Aubergine (Kurzfilm)
- 2021: Uncontrol (Kurzfilm)
- 2021: From Under the Bridge: When Bullies Become Trolls (Kurzfilm)
- 2021: Train Tracks (Kurzfilm)
- 2021: Arrow (Kurzfilm)
- 2022: Elevate (Kurzfilm)
- 2022: Bourn Kind: The Tiny Kindness Project (Kurzfilm)